# Distretto di Guye
Il distretto di Guye (古冶区S, GǔyěP) è un distretto della Cina, situato nella provincia di Hebei e amministrato dalla prefettura di Tangshan.